# Елмвуд-Парк (Вісконсин)
Елмвуд-Парк (англ. Elmwood Park) — селище (англ. village) в США, в окрузі Расін штату Вісконсин. Населення — 510 осіб (2020).

## Географія
Елмвуд-Парк розташований за координатами 42°41′30″ пн. ш. 87°49′28″ зх. д. / 42.69167° пн. ш. 87.82444° зх. д. (42.691631, -87.824427).  За даними Бюро перепису населення США в 2010 році селище мало площу 0,37 км², з яких 0,37 км² — суходіл та 0,00 км² — водойми. В 2017 році площа становила 0,40 км², з яких 0,39 км² — суходіл та 0,01 км² — водойми.

## Демографія
Згідно з переписом 2010 року, у селищі мешкало 497 осіб у 197 домогосподарствах у складі 152 родин. Густота населення становила 1328 осіб/км².  Було 203 помешкання (542/км²).
Расовий склад населення:
| - 90,5 % — білих - 4,2 % — чорних або афроамериканців - 2,4 % — азіатів - 0,2 % — корінних американців - 1,8 % — осіб інших рас |

До двох чи більше рас належало 0,8 %. Частка іспаномовних становила 5,0 % від усіх жителів.
За віковим діапазоном населення розподілялося таким чином: 22,3 % — особи молодші 18 років, 57,4 % — особи у віці 18—64 років, 20,3 % — особи у віці 65 років та старші. Медіана віку мешканця становила 48,9 року. На 100 осіб жіночої статі у селищі припадало 99,6 чоловіків;  на 100 жінок у віці від 18 років та старших — 96,9 чоловіків також старших 18 років.
Середній дохід на одне домашнє господарство  становив 75 968 доларів США (медіана — 69 821), а середній дохід на одну сім'ю — 89 573 долари (медіана — 82 500). Медіана доходів становила 56 875 доларів для чоловіків та 41 719 доларів для жінок. За межею бідності перебувало 4,2 % осіб, у тому числі 3,4 % дітей у віці до 18 років та 4,4 % осіб у віці 65 років та старших.
Цивільне працевлаштоване населення становило 222 особи. Основні галузі зайнятості: освіта, охорона здоров'я та соціальна допомога — 32,0 %, виробництво — 16,2 %, роздрібна торгівля — 14,9 %.